# Helicoverpa atacamae
Helicoverpa atacamae (tên tiếng Anh: Chilean Corn Earworm) là một loài bướm đêm thuộc họ Noctuidae. Nó được tìm thấy ở Chile.